# El Dorado (Huimanguillo)
El Dorado es una localidad del municipio de Huimanguillo ubicado en la subregión de la Chontalpa del estado mexicano de Tabasco.

## Geografía
La localidad de El Dorado se sitúa en las coordenadas geográficas 17°53′06″N 93°21′56″O / 17.885000, -93.365556, a una elevación de 23 metros sobre el nivel del mar.

## Demografía
Según el Conteo de Población y Vivienda 2020, efectuado por el Instituto Nacional de Estadística y Geografía, la localidad de El Dorado tiene 1,032 habitantes, de los cuales 530 son del sexo masculino y 502 del sexo femenino. Su tasa de fecundidad es de 2.78 hijos por mujer y tiene 288 viviendas particulares habitadas.
| Gráfica de evolución demográfica de El Dorado entre 1990 y 2020 |
|                                                                 |
| INEGI.                                                          |